# Ленкоранское восстание
Ленкоранское восстание — вооружённое выступление в Ленкоран-Астаринском регионе Азербайджана против советской власти.

## Начало восстания
Восстание, начавшееся в июле 1920 года, к сентябру стало носить массовый характер. Восстание, в основном, осуществлялось, 7 большими вооружёнными группами, созданными в регионе.
Самыми большими группами руководили оставшийся в Азербайджане после падения Азербайджанской Демократической Республики турецкий офицер Юсиф Джамал бек, а также Наджафгулу хан и Шахверан.
Предполагается, что общее число восставших в вооружённых группах составляло 6 -10 тысяч человек.
Вооружённая группа Юсифа Джамал бека осуществляла деятельность на юге, а группа Наджафгулу хана — на севере Ленкорана.
Вооружённая группа Юсифа Джамал бека, в первую очередь, захватила ленкоранские села Шахагач, Тенгеруд и Сафидар.
Советская милицейская группа на территории Зуванда была уничтожена группой Шахверана.
Главной ударной силой выступления, расширевшегося вокруга Астары в начале сентября 1920 годы, была группа Рамазана.
Другой группой, созданной в астаринском селе Шюва, руководил Гудрат Моллаага оглу.
До конца 1920 года восставшие нанесли ряд тяжёлых поражений советским силам в различных пунктах региона.
В декабре группа Юсифа Джамал бека, очистив Астару от советских сил, направлиась в Ленкоран. Продвижения данной группы удалось остановить только с помощью совместных усилий 245-го советского полка, расположенного у Ленкорани, и советских боевых кораблей в Каспии.
В целях предотвращения расширяющегося восстания командование 11-й армии было вынуждено направить в регион 248 и 249 стрелковые полки, крейсер «Роза Люксембург», миноносец «Прыткий», корабль «Курск», а также 5 других транспортных кораблей в котором с десантами на борту.
После прибытия в регион, отправленные из Баку силы должны были разделиться на две тактические группы и нейтрализовать силы мятежников, взявших под контроль территорию между Ленкоранью и Астарой.
Одна группа должна была продвигаться на юг из Ленкорани, а другая — на север из Астары. Расположенный в регионе I конный полк и другие воинские соединения должны были двигаться вместе с этими тактическими группами.
Согласно тактическому плану против мятежников, все советские силы, находящиеся в регионе, должны были организовать группу, продвигающуюся из Ленкорнаи на юг, а силы, прибывшие из Баку — выйдя к берегу, организовать группу, продвигающуюся из Астары на север.
Несмотря на большие возможности, силам, прибывшим из Баку, не удалось пробиться к берегу. Здесь мятежники откинули назад советские соединения.
У них не было возможности противостоять дальнобойным пушкам советских кораблей. Залпы корабельной артиллерии заставили их отступить. Активно используя артиллерию, советские войска смогли захватить позиции на прибрежной линии между Ленкорнаью и Астарой и закрепиться там. 25 декабря 1920 года Ленкорань-Астаринский регион вновь перешёл под контроль советских войск.
В начале января 1921 года в Лерике вновь вспыхнул мятеж под руководством Шахверана. Осуществив тактический ход, Шахверан нанёс серьёзные удары советским войскам в данном направлении. Во время боёв, которые продолжались с 9 по 26 января, особая советская кавалерийская дивизия потеряла 196 человек убитыми, 78 — было ранено, а 75 — потеряли боеспособность.

## Подавление восстания
В феврале 1922 года вспыхнул новый мятеж отряда вокруг Ленкорани под руководством Наджафгулу хана, а в августе того же года — вокруг Астары с участием нескольких отрядов. В выступлении в Астаре принимали участие отряды Наджафгулу хана, его брата Ахмед хана, Шахверана, Атахана и Рашид хана. Их сопротивление было сломлено посредством дополнительных сил, направленных из Баку, в особенности корабельной артиллерии.